# Nick Kiriazis
Nick Kiriazis (Madison (Wisconsin), 9 juni 1969), geboren als Nicholas Michael Kiriazis, is een Amerikaanse acteur.

## Biografie
Kiriazis is geboren in Madison maar is opgegroeid in Long Island (New York). Hij is afgestudeerd in acteren aan de New York University. Tijdens zijn studie wilde hij eerst afstuderen in bouwkunde maar hij raakte verliefd op het acteren en daarom wijzigde hij zijn plannen voor het afstuderen. Na zijn afstuderen verhuisde hij naar Manhattan (New York) voor zijn acteercarrière. Daar vond hij werk in kleine theaters. Kiriazis wilde op het witte doek acteren en daarom verhuisde hij naar Los Angeles en kreeg al snel in 1996 een kans met de televisieserie Beverly Hills, 90210. Hierna heeft hij nog meerdere rollen gespeeld in televisieseries en televisiefilms. Kiriazis is vooral bekend geworden met de televisieserie Sunset Beach (1998-1999) in de rol van Antonio Torres met 155 afleveringen.
Kiriazis besteedt zijn vrije tijd met skiën, windsurfen, bergbeklimmen, scuba duiken en fietsen. Hij is nog vrijgezel en woont nog steeds in Los Angeles.
Kiriazis heeft Duits, Frans en Grieks bloed van afkomst.

## Filmografie

### Films
Uitgezonderd korte films.
- 2012 Matchmaker Santa – als Bill Hogan
- 2009 Desert Vows – als Rich
- 2008 Superhero Movie – als politie officier
- 2007 Primal Doubt – als Travis Freeman
- 2005 Widowmaker – als Sean
- 2004 Back When We Were Grownups – als Joe
- 2002 Laurel Canyon – als Justin
- 1998 The Velocity of Gary – als topless barkeeper
- 1998 Sunset Beach: Shockwave – als Antonio Torres
- 1996 Tin Cup – als jongen aan de bar

### Televisieseries
Uitgezonderd eenmalige gastrollen.
- 2012 The Bold and the Beautiful - als advocaat - 4 afl.
- 2007 General Hospital – als Ric Lansing – 2 afl.
- 2003 Charmed –als Evan – 2 afl.
- 1998 – 1999 Sunset Beach – als Antonio Torres – 155 afl.
- 1996 Beverly Hills, 90210 – als prins Carl – 5 afl.